# Braaibroodjie
Le braaibroodjie désigne la variante populaire en Afrique du Sud d'un croque-monsieur où le pain est grillé (braaied) sur une flamme ouverte de charbon de bois.

## Caractéristiques générales
Le braaibroodjie traditionnel se fait en préparant un sandwich avec du cheddar affiné, des tomates, de l’oignon, du chutney, du sel et du poivre, insérés entre deux tranches de pain qui doivent être beurrées à l’extérieur. Le sandwich est ensuite attaché comme un paquet et grillé sur un feu de bois très doux jusqu’à ce que l’extérieur soit doré et que le fromage soit fondu. Il existe de nombreuses variantes de braaibroodjie pouvant utiliser du cheddar fort, des tomates Heirloom, des oignons rouges, des aubergines grillées en tranches et du bacon.